# 2013년 WK리그
WK리그 2013은 WK리그의 5번째 시즌이다. WK리그의 메인 스폰서인 중소기업은행과 3년 연속으로 타이틀 스폰서 계약을 맺음에 따라 2013년 시즌 WK리그는 IBK기업은행 2013 WK리그로 진행했다.
충남 일화 천마의 해체로 지난 시즌보다 1개 팀이 줄어든 7개 팀 체제로 진행했다. 7개 팀이 네 번씩 맞붙는 28라운드의 정규 라운드와 정규 리그 1위 팀을 제외한 상위 두 개 팀이 치르는 플레이오프로 이루어졌고, 정규 리그 1위 팀과 플레이오프 승자가 맞붙는 챔피언 결정전으로 리그 우승팀을 가렸다. 경기는 홈 앤 어웨이로 치러지지 않고 3개 지역을 순회하며 열렸고, 모든 경기는 월요일에 열렸다. 정규리그 1위 팀 인천 현대제철 레드엔젤스가 챔피언 결정전에서 서울시청 아마조네스를 1승 1무로 물리치고 첫 우승을 차지하였다.

## 참가 팀
| 클럽명                   | 지난 시즌 순위 | 창단 연도 | 리그참가 횟수 |
| ------------------------ | -------------- | --------- | ------------- |
| 고양 대교                | 1위            | 2002      | 5             |
| 부산 상무                | 8위            | 2007      | 5             |
| 서울시청 아마조네스      | 5위            | 2004      | 5             |
| 수원 FMC                 | 6위            | 2008      | 5             |
| 인천 현대제철 레드엔젤스 | 2위            | 1993      | 5             |
| 전북 KSPO                | 3위            | 2011      | 3             |
| 충북 스포츠토토          | 4위            | 2011      | 3             |

## 경기장
| 경기장           | 위치            | 수용 인원 |
| ---------------- | --------------- | --------- |
| 보은공설운동장   | 충청북도 보은군 | 6,000     |
| 이천종합운동장   | 경기도 이천시   | 20,305    |
| 화천생활체육공원 | 강원도 화천군   | 3,000     |

## 순위

### 리그
| 순위 | 팀                       | 경기 | 승 | 무 | 패 | 득 | 실 | 차  | 승점 | 참가 자격 및 강등  |
| ---- | ------------------------ | ---- | -- | -- | -- | -- | -- | --- | ---- | ------------------ |
| 1    | 인천 현대제철 레드엔젤스 | 24   | 15 | 5  | 4  | 44 | 15 | +29 | 50   | 챔피언 결정전 진출 |
| 2    | 서울시청                 | 24   | 11 | 7  | 6  | 34 | 26 | +8  | 40   | 플레이오프 진출    |
| 3    | 이천 대교                | 24   | 10 | 9  | 5  | 31 | 20 | +11 | 39   | 플레이오프 진출    |
| 4    | 화천 KSPO                | 24   | 8  | 6  | 10 | 28 | 38 | -10 | 30   |                    |
| 5    | 대전 스포츠토토          | 24   | 7  | 8  | 9  | 27 | 34 | -7  | 29   |                    |
| 6    | 수원 FMC                 | 24   | 7  | 6  | 11 | 28 | 38 | -10 | 27   |                    |
| 7    | 부산 상무                | 24   | 2  | 7  | 15 | 22 | 43 | -21 | 13   |                    |

* 마지막 업데이트 : 2013년 9월 23일
* 출처 : WK리그 공식 웹사이트
* 순위 결정방식 : 
1) 승점; 2) 골 득실차; 3) 득점 수.
* (C) = 우승; (R) = 강등; (P) = 승격; (O) = 플레이오프 승리; (A) = 다음 라운드 진출 
* 시즌이 끝나지 않은 경우만 사용되는 표시: 
(Q) = 대항전 진출 자격이 됨; (TQ) = 대항전 진출 자격이 됐으나 진출할 라운드가 정해지지 않음; (RQ) = 강등 결정전 진출 자격이 됨; (DQ) = 대항전 진출 자격을 잃음.

### 플레이오프
| 2013년 9월 30일 | 서울시청 아마조네스          | 3 : 2  | 이천 대교      | 보은공설운동장, 보은 |  |  |
| 19:00 (UTC+9)   | 박은선 48′, 62′ · 이동주 83′ | 리포트 | 이민선 4′, 26′ |                      |  |  |
|                 |                              |        |                |                      |  |  |

### 챔피언 결정전

#### 1차전
| 2013년 10월 7일 | 서울시청 아마조네스 | 1 : 1 | 인천 현대제철 레드엔젤스 | 보은공설운동장, 보은 |  |  |
| 19:00 (UTC+9)   | 이동주 19′          |       | 정설빈 90+1′             |                      |  |  |
|                 |                     |       |                          |                      |  |  |

#### 2차전
| 2013년 10월 14일 | 인천 현대제철 레드엔젤스             | 3 : 1 | 서울시청 아마조네스 | 서울월드컵경기장, 서울 |  |  |
| 19:00 (UTC+9)    | 따이스 62′ · 이세진 69′ · 문미라 88′ |       | 박은선 15′          |                        |  |  |
|                  |                                      |       |                     |                        |  |  |

| WK리그 우승                    |
| 인천 현대제철 레드엔젤스       |
| WK리그 2013                    |
| 제5대 WK리그 챔피언 (1회 우승) |
| ------------------------------ |
| 2013년                         |